# ジェームズ・ビョルケン

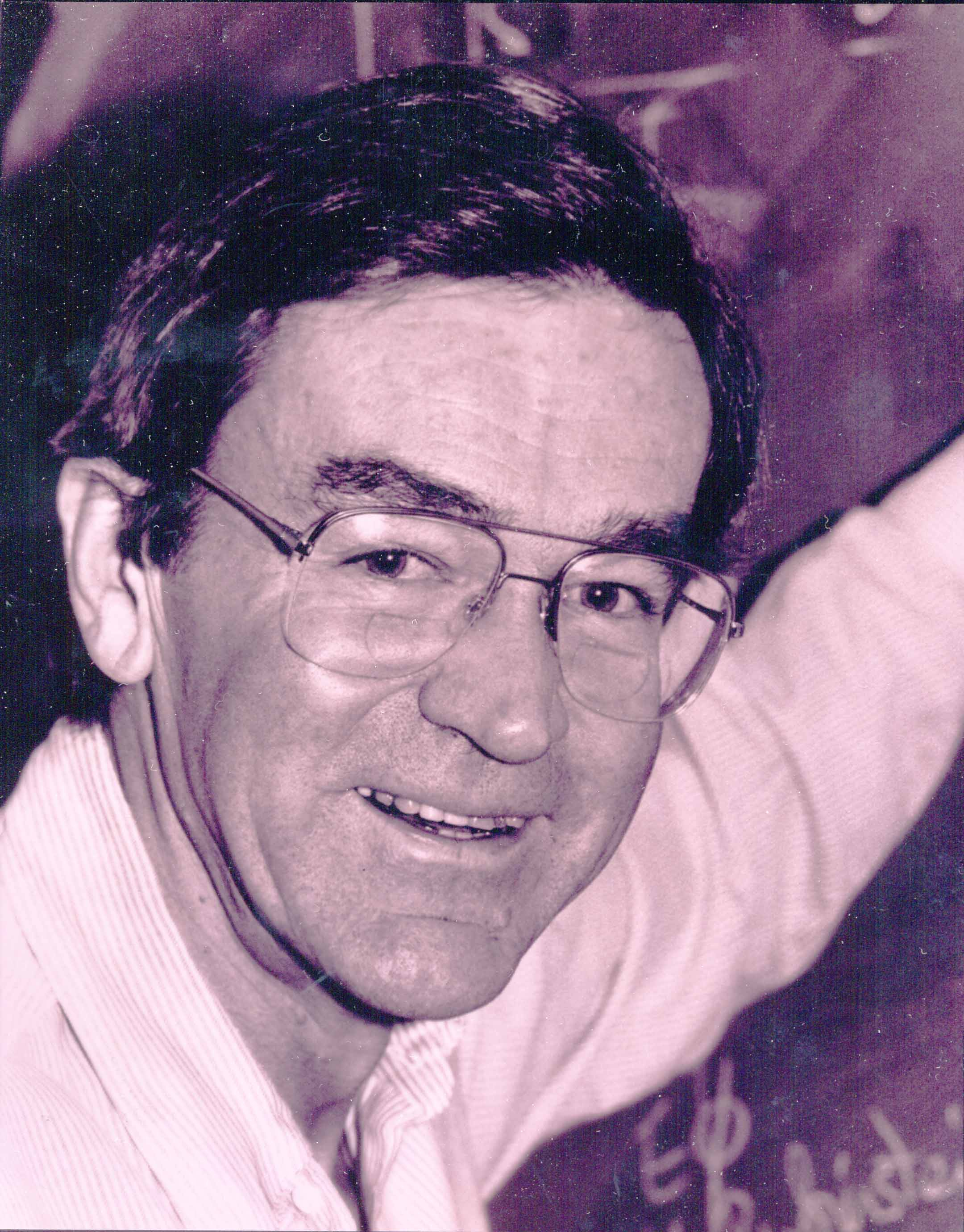
ジェームズ・ビョルケン

ジェームズ・ダニエル・ビョルケン（James Daniel Bjorken, 1934年6月22日 - 2024年8月6日）は、アメリカ合衆国の素粒子物理学者。専門はパートン模型の研究。

## 経歴
イリノイ州シカゴ出身。1956年マサチューセッツ工科大学卒業、1959年スタンフォード大学からシドニー・ドレルの下で物理学のPh.D.を取得した。1962年にはプリンストン高等研究所の博士研究員となり、同年からスタンフォード大学とSLAC国立加速器研究所で教鞭を取った。1979年から1989年までフェルミ国立加速器研究所の理論部に所属し、1998年に退職した。その間、1995年から翌年までオックスフォード大学客員教授も務めた。
2024年8月6日、転移性メラノーマによりカリフォルニア州レッドウッドシティで亡くなった。90歳没。

## 主な受賞歴
- 1972年 - ハイネマン賞数理物理学部門
- 1977年 - アーネスト・ローレンス賞
- 2000年 - ポメランチュク賞
- 2004年 - ICTPのディラック・メダル
- 2015年 - 高エネルギー・素粒子物理学賞
- 2015年 - ウルフ賞物理学部門
- 2017年 - ロバート・R・ウィルソン賞

## 参考
- James Daniel Bjorken - Publications
- JAMES D. BJORKEN